# 巴塘景天
巴塘景天（学名：Sedum heckelii）为景天科景天属的植物，为中国的特有植物。分布在中国大陆的四川、西藏等地，生长于海拔3,500米的地区，见于林下，目前尚未由人工引种栽培。